# 朱巴国际机场
朱巴国际机场（英語：Juba International Airport）是一座位于南苏丹共和国首都朱巴的主要机场。机场位于朱巴中央商务区的东北部，白尼罗河的西岸，与首都朱巴同属于南苏丹中赤道省。
朱巴国际机场是南苏丹仅有的两座国际机场之一，另一座是位于该国东北部的马拉凯尔国际机场。机场可以处理国际和国内航班，货运航班和商业包机航班。机场同时也被南苏丹军队使用，并作为降落联合国救助航班（UNMISS）的机场使用。

## 机场设施
机场海拔高度461米（1513英尺），有一条方向为13/31，2,400×45米（7,874×148英尺）的沥青跑道。跑道配置有C、D两条滑行道。

## 扩建工程
截至2011年5月，朱巴国际机场正在进行改造和扩建。工程包括客运航站楼和货物航站楼的扩建、跑道的重新铺设和便于夜间起降的着陆灯光设备的安装。

## 航点

### 客運
| 航空公司                  | 目的地               |
| ------------------------- | -------------------- |
| 蘇丹航空 由Yanair營運     | 喀土穆               |
| 巴德爾航空 由中非航空營運 | 喀土穆               |
| 諾瓦航空                  | 喀土穆               |
| 540航空                   | 奈洛比               |
| 肯尼亞航空                | 奈洛比               |
| 埃及航空                  | 開羅                 |
| 衣索比亞航空              | 阿迪斯阿貝巴、坎帕拉 |
| 杜拜航空                  | 杜拜                 |
| 盧安達航空                | 基加利、坎帕拉       |

### 貨運
| 航空公司         | 目的地                 |
| ---------------- | ---------------------- |
| 星芒航空         | 奈洛比                 |
| 安全航空         | 奈洛比                 |
| 衣索比亞航空貨運 | 阿迪斯阿貝巴、布松布拉 |